# Кашине Лунге (Кунео)
Кашине Лунге је насеље у Италији у округу Кунео, региону Пијемонт.
Према процени из 2011. у насељу је живело 18 становника. Насеље се налази на надморској висини од 514 м.